# MacBook
MacBook е серия преносими компютри, произвеждани от компанията Apple. Той бива представен на 16 май 2006 г. и е наследникът на двата модела основани на PowerPC: iBook и 12 инчовия PowerBook. През 2012 г. серията бива заменена от MacBook Retina.

## Общи данни
MacBook се разпространява в три стандартни варианти:
- 2,1 GHz-CPU с 1 GiB RAM (2 x 512 MiB) в бяло с DVD/CD-RW Combo и 120 GB твърд диск
- 2,4 GHz-CPU с 2 GiB RAM (2 x 1 GiB) също в бяло със SuperDrive (DVD-DL-записвачка) и 160 GB твърд диск
- 2,4 GHz-CPU с 2 GiB RAM (2 x 1 GiB) в черно, също със SuperDrive-DL, но с 250 GB твърд диск.

Всички модели притежават widescreen 13,3" glossy LCD монитор с 1280x800 разделителна способност и една уеб камера iSight. MacBook се произвежда в два цвята (бял и черен).
Портове
Следните портове се намират от лявата страна до електро-захранващия контакт MagSafe:
- 2× USB-2.0
- 1× 10/100/1000-LAN
- 1× Mini-DVI
- 1× аудио 3,5 mm със Sony/Philips Digital Interface
- 1× FireWire (400)
- 1× Kensington Lock

MacBook притежава освен това Bluetooth 2.0 +EDR.
Софтуер
Заедно с операционната система Mac OS X v10.5 включва софтуерния пакет Time Machine, Quick Look, Spaces, Spotlight, Dashboard, Mail, iChat, Safari, Address Book, QuickTime, iCal, DVD Player, Photo Booth, Front Row, iTunes и Xcode Developer Tools. Опционално с iLife '08, който включва iPhoto, iMovie, iDVD, iWeb и GarageBand. Освен това има една 30-дневна trial-версия на Microsoft Office 2004 за Mac.

#### Захранване
MacBook беше един от първите модели (първият беше MacBook Pro), към който Apple представи конектор за захранване MagSafe.

## Устройства от първо поколение
| Компоненти                               | Intel Core | Intel Core 2 | Intel Core 2 | Intel Core 2 | Intel Core 2 |
| Модел                                    | MacBook (началото на 2006) | MacBook (края на 2006) | MacBook (средата на 2007) | MacBook (края на 2007) | MacBook (началото на 2008) |
| ---------------------------------------- | --- | --- | --- | --- | --- |
| Монитор                                  | 13,3-инчов (viewable) glossy widescreen с 1280 x 800 пиксела разделителна способнност                                           | 13,3-инчов (viewable) glossy widescreen с 1280 x 800 пиксела разделителна способнност                                           | 13,3-инчов (viewable) glossy widescreen с 1280 x 800 пиксела разделителна способнност                                           | 13,3-инчов (viewable) glossy widescreen с 1280 x 800 пиксела разделителна способнност                                           | 13,3-инчов (viewable) glossy widescreen с 1280 x 800 пиксела разделителна способнност                                           |
| Графика                                  | Intel GMA 950 графичен процесор използващ 64 MB с DDR2 SDRAM shared by main memory (up to 224 MB in Windows through Boot Camp). | Intel GMA 950 графичен процесор използващ 64 MB с DDR2 SDRAM shared by main memory (up to 224 MB in Windows through Boot Camp). | Intel GMA 950 графичен процесор използващ 64 MB с DDR2 SDRAM shared by main memory (up to 224 MB in Windows through Boot Camp). | Intel GMA X3100 графичен процесор използващ 144MB с DDR2 SDRAM shared by main memory (up to 358MB in Windows through Boot Camp) | Intel GMA X3100 графичен процесор използващ 144MB с DDR2 SDRAM shared by main memory (up to 358MB in Windows through Boot Camp) |
| Твърд диск Serial ATA 5400 rpm2          | 60 GB или 80 GB опционално 100 GB, 120 GB                                                                                       | 60 GB, 80 GB или 120 GB опционално 160 GB, 200 GB (4200 rpm)                                                                    | 80 GB, 120 GB или 160 GB опционално 200 GB, 4200 rpm.                                                                           | 80 GB, 120 GB или 160 GB опционално 250 GB, 5400 rpm.                                                                           | 120 GB, 160 GB, или 250 GB |
| Процесор                                 | 1,83 GHz или 2,0 GHz Intel Core Duo (T2400/T2500)                                                                               | 1,83 GHz или 2,0 GHz Intel Core 2 Duo (T5600/T7200)                                                                             | 2,0 GHz или 2,16 GHz Intel Core 2 Duo (T7200/T7400)                                                                             | 2,0 GHz или 2,2 GHz Intel Core 2 Duo (T7300/T7500)                                                                              | 2,1 GHz или 2,4 GHz Intel Core 2 Duo (T8100/T8300)                                                                              |
| Памет два слота за DDR2 SDRAM (PC2-5300) | 512 MB stock (2x256) max. 2 GB                                                                                                  | 512 MB (2x256) or 1 GB (2x512 MB) max. 4 GB (3.25GB usable)                                                                     | 1 GB (2x512 MB) max. 4 GB (3.25GB usable)                                                                                       | 1 GB (2x512 MB) stock max. 4 GB                                                                                                 | 1 GB (2x512 MB) or 2 GB (2 x 1 GB) max. 4 GB                                                                                    |
| Airport Extreme                          | интегрирана 802.11a/b/g | интегрирана 802.11a/b/g и draft-n (n disabled by default)3                                                                      | интегрирана 802.11a/b/g и draft-n (n съвместима)                                                                                | интегрирана 802.11a/b/g и draft-n (n съвместима)                                                                                | интегрирана 802.11a/b/g и draft-n (n съвместима)                                                                                |
| Combo drive                              | 8x DVD четене, 24x CD-R и 10x CD-RW записване                                                                                   | 8x DVD четене, 24x CD-R и 16x CD-RW записване                                                                                   | 8x DVD четене, 24x CD-R и 16x CD-RW записване                                                                                   | 8x DVD четене, 24x CD-R и 16x CD-RW записване                                                                                   | 8x DVD четене, 24x CD-R и 16x CD-RW записване                                                                                   |
| SuperDrive                               | 8x double-layer четене. 4x DVD±R & RW записване. 24x CD-R и 10x CD-RW записване                                                 | 2.4x DVD+R DL записване, 6x DVD±R четене, 4x DVD±RW записване, 24x CD-R, и 10x CD-RW записване                                  | 4x DVD+R DL записване, 8x DVD±R read, 4x DVD±RW записване, 24x CD-R, и 10x CD-RW записване                                      | 4x DVD+R DL записване, 8x DVD±R read, 4x DVD±RW записване, 24x CD-R, и 10x CD-RW записване                                      | 4x DVD+R DL записване, 8x DVD±R read, 4x DVD±RW записване, 24x CD-R, и 10x CD-RW записване                                      |
| Минимална операционна система            | Mac OS X Tiger 10.4.6 | Mac OS X Tiger 10.4.8 | Mac OS X Tiger 10.4.8 | Mac OS X Leopard 10.5.0 (въвеждане на non-beta Boot Camp за други операционни системи)                                          | Mac OS X Leopard 10.5.2 |
| Тегло                                    | 5,2 фунта / 2,36 kg | 5,2 фунта / 2,36 kg | 5,1 фунта / 2,31 kg | 5,0 фунта / 2,27 kg | 5,0 фунта / 2,27 kg |
| Размери                                  | 1,08 x 12,78 x 8,92 инчове / 32,5 x 22,7 x 2,75 см                                                                              | 1,08 x 12,78 x 8,92 инчове / 32,5 x 22,7 x 2,75 см                                                                              | 1,08 x 12,78 x 8,92 инчове / 32,5 x 22,7 x 2,75 см                                                                              | 1,08 x 12,78 x 8,92 инчове / 32,5 x 22,7 x 2,75 см                                                                              | 1,08 x 12,78 x 8,92 инчове / 32,5 x 22,7 x 2,75 см                                                                              |